# Парк Лука Ћеловић
Парк Луке Ћеловића (до 2004. године носио име парк код Економског факултета) је парк у Београду, који се налази у општини Савски венац у насељу Савамала.

## Локација парка
Парк је оивичен улицом Гаврила Принципа на истоку, Личком на југу и Карађорђевом улицом на западу. Северну границу парка представља Економски факултет Универзитета у Београду. Преко Карађорђеве улице, са јужне стране, налазла се стара Београдска аутобуска станица и главна железничка станица Београд. Источно од парка је основна школа Исидора Секулић, док се са западне стране преко улице избија на парк Бристол.

## Карактеристике парка
Парк има правоугаони облик и представа битну зелену оазу у чијем се окружењу налазе најважнија саобраћајна чворишта, академске институције и значајна архитектонска здања. Простире се на површини од 6.669 m², од чега 4.679 m² покривају зелене површине. У парку се налази и фонтана са водом за пиће. Оригинална фонтана направљена је од камена струганика , али је током реконструкције 2012. године замењена новим материјалом.
У западном делу парка, уз Карађорђеву улицу изграђен је паркинг.

## Историјат
Пре Другог светског рата, на овом подручју налазила се школа која је уништена током бомбардовања Београда 1941. године.
Парк је реновиран 1998. и 2006. године, док је комплетна реконструкција настала у периоду од маја до децембра 2012. године. До 2004. године, ово подручје носило је име Парк код Економског факултета, да би му градске власти промениле име у Парк Луке Ћеловића, по Луки Ћеловићу, београдском велетрговцу пореклом из Херцеговине, великом српском добротвору. Историјски гледано, Лука Ћеловић нема никакве везе са овим парком, већ са изградњом парка Бристол, који се налази преко пута.
Парк је шездесетих и седамдесетих година 20. века почео да стиче лошу репутацију, јер је био познат по уличној проституцији. Као резултат тога и данас је познат по називу Пицин парк.
Од 2015. године, парк је постао једно од места за окупљање миграната са Блиског истока током европске мигрантске кризе. Избеглице су овај парк практично претворили у свој камп, па су га локални становници назвали Авганистански парк. Мигранти су почетком 2017. године напустили парк.